# Potrubní pošta

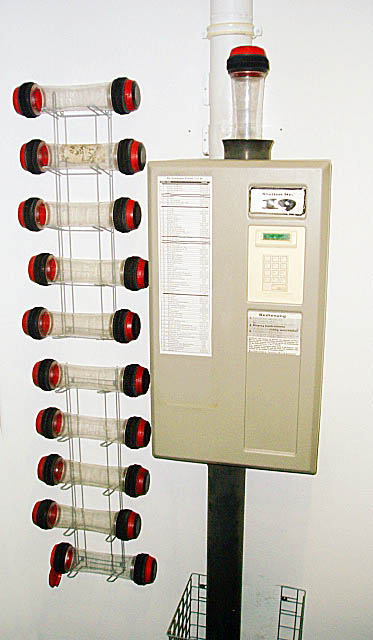
Moderní podoba potrubní pošty

Potrubní pošta (pneumatická pošta, vzduchová pošta) je dopravní systém, v němž jsou zásilky v pouzdrech pneumaticky dopravovány speciálním potrubím. Rychlost dopravy například v pražské potrubní poště dosahovala až 10 m/s.

## Použití

### Historie
Potrubní pošta nalezla uplatnění pro rychlou dopravu zpráv ve velkoměstech. V Londýně byla první linka zprovozněna roku 1853, ještě před vynálezem telefonu. V Berlíně byl provoz potrubní pošty zahájen roku 1865 a systém postupně dosáhl délky 400 kilometrů a zátěže až 4 miliony zásilek ročně. Potrubní pošta byla zavedena též ve Vídni, jejím konstruktérem byl Franz Felbinger. 
Roku 1887 byla zprovozněna pražská potrubní pošta, jejíž technické řešení bylo odvozeno od vídeňské, a v dalších letech se rozrostla až do celkové délky 60 kilometrů. Do povodní v roce 2002 byla pražská potrubní pošta poslední funkční městskou sítí. Potrubní pošta byla na přelomu 19. a 20. století také v městě Karlovy Vary.

### Současnost
V současnosti již potrubní pošta pozbyla významu pro dopravu informací, pro niž jsou efektivnější elektronické formy přenosu, ale nachází uplatnění jako firemní dopravní systém k dopravě originálů dokumentů (včetně peněz), drobného materiálu (například ve zdravotnictví) atd. Používá se v některých velkých úřadech, bankách, skladech, supermarketech nebo nemocnicích.
Fakultní nemocnice v Hradci Králové, nemocnice v Karlových Varech, nebo Ústřední vojenská nemocnice v Praze používá potrubní poštu pro dopravu krve mezi transfúzní stanicí a operačním sálem, ale také pro transporty léčiv, laboratorních vzorků a podobně. Fakultní nemocnice v Motole dopravuje potrubní poštou rentgenové snímky, jinou dokumentaci a vzorky krve. V některých supermarketech se potrubní pošta používá pro odvádění tržby z pokladen. Nemocnice Tábor uvedla do provozu potrubní poštu v roce 2014 jako první v Jihočeském kraji, Fakultní nemocnice Olomouc v roce 2017. Potrubní poštu také využívá uherskohradišťská nemocnice; má v nemocničním areálu propojit čtyři budovy.. Vnitřní potrubní poštu donedávna používal i Úřad vlády České republiky.